# Sogns prosteri

Prosterier i Bjørgvins stift. Det gula området på kartan är Sogns prosteri.

Sogns prosteri (norska: Sogn prosti) är ett kontrakt (prosteri, norska: prosti) i Bjørgvins stift inom Norska kyrkan. Kontraktet omfattar kommunerna Aurland, Luster, Lærdal, Sogndal, Vik och Årdal i Vestland fylke i västra Norge.

## Socknar
Sogns prosteri består av 25 socknar (norska: sokn eller sogn) inom sex kyrkliga samfälligheter (norska: kirkelige fellesråd), motsvarande kommunerna:

### Aurlands kyrkliga samfällighet
- Flåms socken
- Nærøy socken
- Undredals socken
- Vangens socken

### Lusters kyrkliga samfällighet
- Dale socken
- Fet og Jorangers socken
- Fortuns socken
- Gaupne socken
- Hafslo og Solvorns socken
- Jostedals socken
- Nes socken

### Lærdals kyrkliga samfällighet
- Lærdals socken

### Sogndals kyrkliga samfällighet
- Fjærlands socken
- Kaupangers socken
- Leikangers socken
- Norums socken
- Stedje socken
- Balestrands socken

### Viks kyrkliga samfällighet
- Arnafjords socken
- Feios socken
- Fresviks socken
- Vangsnes socken
- Viks socken

### Årdals kyrkliga samfällighet
- Nedre Årdals socken
- Øvre Årdals socken